# NK Croatia Krivaj
NK Croatia je bio nogometni klub iz Krivaja.